# 石井千也
石井 千也（いしい かずや、1995年5月6日 - ）は、日本の俳優である。
埼玉県出身。過去にSugar&Spiceに所属していた。

## 出演

### テレビドラマ
- 愛の迷宮（2007年、フジテレビ）鮎川拓真（幼少） 役

### 映画
- ブタがいた教室（2008年）千也 役

### CM
- 新昭和クレバリーホーム